# Могодитшейн Файтерс
Могодитшейн Файтерс (англ. Mogoditshane Fighters Football Club) — ботсванский футбольный клуб из города Могодитшане. Выступает во второй лиге Ботсваны. Трёхкратный участник Лиги Чемпионов КАФ.

## История
Могодитшане Файтерз был основан 19 апреля 1925 года в городе Могодитшане. Клуб 4 раза побеждал в национальном чемпионате, 1 раз — в национальном Кубке, 3 раза (в 1999, 2000 и 2003) — в Кубке вызова.

## Достижения
- Чемпионат Ботсваны
  - Победитель (4): 1999, 2000, 2001, 2003.
  - Серебряный призёр (1): 2001/02

- Кубок Ботсваны (3):
  - Победитель (3): 1999, 2000, 2003.[2]
  - Финалист (1): 2004

- Кубок независимости Ботсваны
  - Победитель (1): 2000

## Статистика выступлений на континентальных турнирах
| Сезон | Турнир                       | Раунд           | Клуб                     | Дома | На выезде | Итог       |
| ----- | ---------------------------- | --------------- | ------------------------ | ---- | --------- | ---------- |
| 2000  | Кубок обладателей кубков КАФ | Предварительный | Линаре                   | 1-0  | 0-0       | 1-0        |
| 2000  | Кубок обладателей кубков КАФ | 1               | Замсуре                  | 1-2  | 1-2       | 2-4        |
| 2001  | Кубок обладателей кубков КАФ | Предварительный | Мхлуме Юнайтед           | 0-0  | 3-0       | 3-0        |
| 2001  | Кубок обладателей кубков КАФ | 1               | Саншайн СК               | 3-2  | 1-2       | 4-4 (г.в.) |
| 2002  | Лига чемпионов КАФ           | Предварительный | ФК «Силы обороны Лесото» | 0-1  | 1-1       | 1-2        |